# La Gitane (chanson)
Pour les articles homonymes, voir La Gitane.
Singles de Félix Gray
Fille des nuits
(1988)
La Gitane, également intitulée La Gitane (ma tête tourne...), est une chanson enregistrée par le chanteur français Félix Gray en 1987 et sortie en février 1988. Écrite et composée par Félix Gray, La Gitane est son premier single ainsi que son premier succès, se classant à la troisième place du Top 50.

## Historique
La chanson a des sonorités espagnoles. Son titre original La Gitane a été changé en La Gitane (Ma tête tourne...) lors des éditions suivantes du single afin d'identifier plus facilement la chanson : les mots « Ma tête tourne » sont prononcés dans le refrain, alors que « La Gitane » n'est jamais mentionnée dans la chanson. 
Sortie uniquement en single à l'époque, la chanson est par la suite incluse dans la compilation de chansons de Didier Barbelivien et Félix Gray À toutes les filles... parue en 1992. La chanson a également été incluse dans la compilation 14 Succès de 1996, sur laquelle elle apparaît en tant que cinquième titre.

## Accueil commercial
Le 27 février 1988, La Gitane entre dans le Top 50 à la 42e place, arrive à la troisième place lors de la onzième semaine dans le classement et sort du Top 50 après être pendant 21 semaines au total. Le single obtient la certification disque d'argent par le Syndicat national de l'édition phonographique et s'est écoulé à plus de 400 000 exemplaires. Dans l'Eurochart Hot 100, il débute à la 94e place le 19 mars 1988 et atteint la 8e lors de sa dixième semaine. En 2013, La Gitane se classe de nouveau dans le Top Singles français, atteignant la 197e place.

## Liste des titres
| A. | La Gitane                | 4:20 |
| B. | La Gitane (instrumental) | 4:20 |

| A. | La Gitane                | 5:48 |
| B. | La Gitane (instrumental) | 4:20 |

## Crédits
- Félix Gray – chant, paroles, musique
- Raymond Donnez – arrangements

Crédits adaptés des notes de la pochette.

## Classements et certifications
| Classement (1988)          | Meilleure position |
| -------------------------- | ------------------ |
| Europe (Eurochart Hot 100) | 8                  |
| France (SNEP)              | 3                  |

| Classement (1988)          | Position |
| -------------------------- | -------- |
| Europe (Eurochart Hot 100) | 58       |
| France (SNEP)              | 14       |

### Certification
| Pays                                                             | Certification | Ventes certifiées |
| ---------------------------------------------------------------- | ------------- | ----------------- |
| France (SNEP)                                                    | Argent        | 250 000*          |
| *Ventes selon la certification xNon précisé par la certification |               |                   |